# Colline Kaamachistaawaasaakaaw
La colline Kaamachistaawaasaakaaw est une colline située à l'est du lac Tasiujaq dans le Nunavik et culmine à 300 mètres d'altitude.

## Toponymie
Kaamachistaawaasaakaaw provient de la langue crie et veut dire « montagne qui forme une grosse pointe de terre ». En effet, la colline forme une des pointes du lac Tasiujaq.

## Géographie
Cette colline d'une longueur de 8 km sur 3,3 km dont la zone la plus large héberge un réseau hydrographique constitué de petits lacs qui déversent leurs eaux dans le lac Tasiujaq. La communauté la plus proche est Umiujaq, à quelque 50 km au nord-ouest de la colline.